# René Depreux
Pour les articles homonymes, voir Depreux.
René Depreux, né le 27 avril 1903 à Épinal (Vosges), mort le 10 mai 1991 au Touquet-Paris-Plage est un homme politique français. Il est sénateur de la Haute-Saône de 1946 à 1952.

## Biographie
René Jean Depreux est issu, comme son frère Édouard Depreux, d'une famille républicaine bourgeoise : son père est un industriel. Formé à l'École des hautes études commerciales de Paris, il est industriel lui-même, établi dans sa ville vosgienne natale, où il préside avant guerre le club local de football. Il participe activement à la Résistance, en Haute-Saône voisine, et devient en 1944 président du comité local de la Libération de la commune de Froideconche. En mai 1945, il est élu maire de Froideconche. Il est réélu en 1947, puis en 1953.
En 1946, il commence une carrière politique nationale orientée à l'inverse de celle de son frère, député et ministre socialiste. Le 8 décembre 1946, il est élu au Conseil de la République dans le département de la Haute-Saône, sous l'étiquette « Union nationale contre le communisme ». Il s'inscrit au groupe du Parti républicain de la liberté (PRL), situé à droite de l'échiquier politique. Le 7 novembre 1948, il est réélu au Sénat où il siège dans le groupe du Rassemblement du peuple français (RPF). Membre notamment de la commission de la Production industrielle, il intervient fréquemment dans ce domaine. Lors des élections du renouvellement sénatorial du 18 mai 1952, sous l'étiquette du Centre national des indépendants et paysans (CNIP), il est battu par deux voix d'écart. Demeurant maire de Froideconche, il abandonne alors la vie politique nationale, malgré une candidature infructueuse lors d'une élection sénatoriale partielle en 1956.